# Aktive forholdsregler
Aktive forholdsregler/aktive foranstaltninger  var et begreb, der blev anvendt af den sovjetiske efterretningsorganisation KGB under den kolde krig. ”Aktive forholdsregler“ (”aktivnyye meropriyatia”) var  hemmelige aktioner i udlandet til støtte for Sovjetunionens politik ved specielle metoder. Aktiviteterne omfattede bl.a. aktiv psykologisk påvirkning (dvs. tilskyndelse af nogen til handlinger til fordel for Sovjet), desinformation, kompromittering, demoralisering og afledning. 
”Desinformation” var påvirkning gennem falsknerier (evt. forfalskninger i form af modificerede autentiske dokumenter), rygtesmederier o.l. Aktiviteten defineredes af KGB som følger: ”Strategisk desinformation ... sigter på at vildlede fjenden vedrørende statens grundliggende politiske spørgsmål, den militær-økonomiske situation og de videnskabeligt-teknisk landvindinger i Sovjetunionen; visse imperialistiske landes indbyrdes forhold og forhold til andre lande ...“. Fænomenet  bestemmes af afhopperen fra KGB Ilya Dzhirkvelov således: ”Desinformation går fortrinsvis på de overordnede mål, nemlig at modvirke en regerings politik, at fremprovokere politiske konflikter mellem stater for at ødelægge deres relationer, at diskreditere statsmænd og politikere, at organisere bevægelser og begivenheder, som kan ødelægge et lands politiske stabilitet, at diskreditere uønskede organisationer (særligt efterretningsorganisationer og disses personel), at gennemføre politisk og økonomisk afpresning og så videre. Det er en kompliceret sag, som kræver en masse grundigt forberedelsesarbejde såvel som veje til distribution og offentliggørelse af materiale. Desinformation er ikke blot en vel præsenteret politisk løgn – som jo altså let kan afsløres – men en samling facts og begivenheder, som det kan være svært at modstå, og som kan få alvorlige konsekvenser for den anden part.“
”Propaganda” var temaer, der var formålstjenlige for Sovjet og attraktive for målgruppen, konstruktion af argumenter, som var tilforladelige for målgruppen, og indslusning af begge dele f.eks. gennem pressen. Det drejede sig altså om temaer/opfattelser, de sovjetiske planlæggere gerne ville have offentligheden, opinionsdannerne og lederne i den vestlige verden til at godskrive sig. Propagandaen kunne godt rumme elementer af desinformation.
”Indflydelsesoperationer“ var den bredere betegnelse for forsøgene på at udøve påvirkning – herunder evt. ved hjælp af desinformation og propaganda – i form af indslusning af de sovjetiske synspunkter i ledergrupper i Vesten gennem kontrollerede agenter, fortrolige kontakter eller godtroende personer, som manipuleredes.